# The Quiet Table
The Quiet Table è un album dei Three Fish pubblicato nel 1999.

## Tracce
1. Shiva and the Astronaut – 4:55
2. Tremor Void – 2:58
3. Myth of Abdou – 4:49
4. Once in a Day – 3:48
5. All These Things – 3:51
6. Timeless – 5:07
7. Hummingbird – 3:58
8. My Only Foe – 3:21
9. Transporting – 3:02
10. Found a Window – 3:27
11. Resonate – 3:51
12. Chantreuse – 4:57